# 北戴河秦行宫遗址
北戴河秦行宫遗址，位于中国河北省秦皇岛市北戴河区金山嘴路8号。

## 简介
早在1924年，北戴河金山嘴一带就发现古代遗址。1960年至1972年间，金山嘴横山高地一带修梯田时发现不少断瓦残片，还发现了完整的陶罐。1986年7月，河北省文物局与河北省文物研究所组织考古专家，为发掘的遗址进行鉴定。随后河北省文物局委托河北省文物研究所组成考古队，在横山大面积发掘。
1986年至1991年，河北省文物研究所组织发掘遗址面积15800平方米，发现了四大组十四个单元的宫殿建筑基址，出土柱础石、云纹瓦当、菱形纹空心瓦砖等大量建筑构件以及盆、甑、豆、釜等大量文物遗存，经专家论证并与史料记载对照，印证该遗址是秦代皇帝东巡的行宫遗址。由此佐证了“秦皇岛”这一地名的由来。该遗址被国家文物局列为“七五”期间全国“十大考古发现”之一。
1993年7月15日，公布为河北省文物保护单位，类型为古遗址，历史年代为秦代。1996年，国务院将“北戴河秦行宫遗址”列入第四批全国重点文物保护单位。
北戴河秦行宫遗址占地41亩。2009年，秦皇岛市启动秦行宫遗址保护项目。2011年，秦皇岛市北戴河秦行宫遗址保护工作全面启动。后经国家文物局批准，决定建设秦行宫遗址博物馆。2015年，秦皇岛市北戴河秦行宫遗址管理处向社会公开征集文物，以推进博物馆布展。同年《北戴河秦行宫遗址保护与展示设施方案》通过专家论证和国家文物局审批，并举行秦行宫遗址博物馆展陈大纲专家论证会。